# Paul Neumann (natation)
Pour les articles homonymes, voir Paul Neumann.
Paul Neumann, né le 13 juin 1875 à Vienne et décédé le 9 février 1932 à Vienne, était un nageur autrichien, champion olympique lors des Jeux olympiques d'été de 1896 à Athènes, le premier athlète autrichien à remporter une médaille d'or lors des Jeux olympiques modernes.
À Athènes, il participe aux épreuves de 500 m nage libre et de 1200 m nage libre. Il remporte le 500 m avec un temps de 8 min 12 s 6, profitant de l'absence de Alfréd Hajós. Hajós, qui vient de remporter le 100 mètres, ne concourt pas le 500 pour mieux préparer le 1200. Neumann ne peut pas se reposer entre les épreuves de 500 et du 1200. Aussi, il ne termine pas l'épreuve de fond.
Fils d'un physicien connu mondialement, Neumann gagne de la notoriété en remportant le championnat d'Autriche de natation National River en 1892. 
En 1894, il remporte le titre de champion national de 500 m nage libre (9 min 24 s 2). 
Après son succès aux Jeux olympiques, Neumann émigre aux États-Unis d'Amérique pour être étudiant au German Medical College de Chicago. En 1897, il intègre l'University of Pennsylvania, où il pratique le water polo. Il serait devenu physicien et a également obtenu un doctorat en philosophie. 
En 1897, Neumann éditent les records du monde de natation des deux, trois, quatre et cinq miles, au sein du club de Chicago Athletic Association. Cette année-là, il remporte les championnats des États-Unis et du Canada de natation en nage libre. En 1898, il est champion national du Canada sur la distance de 880 yards de nage libre.  
Il remporte également trois titres des championnats des États-Unis AAU sur les distances de 440 yards, 880 yards et le mile.
En 1986, il intègre le prestigieux International Swimming Hall of Fame. 
Il fait partie aussi de l'International Jewish Sports Hall of Fame.

## Palmarès

### Jeux olympiques d'été
- Jeux olympiques d'été de 1896 à Athènes
  -  Médaille d'or sur 500 m nage libre